# Logitech PowerPlay
Logitech PowerPlay ist eine spezielle Mauspad-Unterlage, die kompatible kabellose Computermäuse während der Nutzung oder im Ruhezustand kontinuierlich aufladen kann. Das Mauspad wird über USB mit dem Computer verbunden und dient zusätzlich als kabelloser Empfänger für die Maus. Diese verbindet sich über ein proprietäres Protokoll namens Lightspeed.
Kompatible Geräte können nur aufgeladen werden, wenn ein Empfänger namens Powercore auf der Unterseite der Maus eingesetzt wird. Dieses münzförmige Modul ist in der Lage, die elektromagnetische Energie in Strom umzuwandeln und somit das Laden zu ermöglichen.